# Caçador de talps

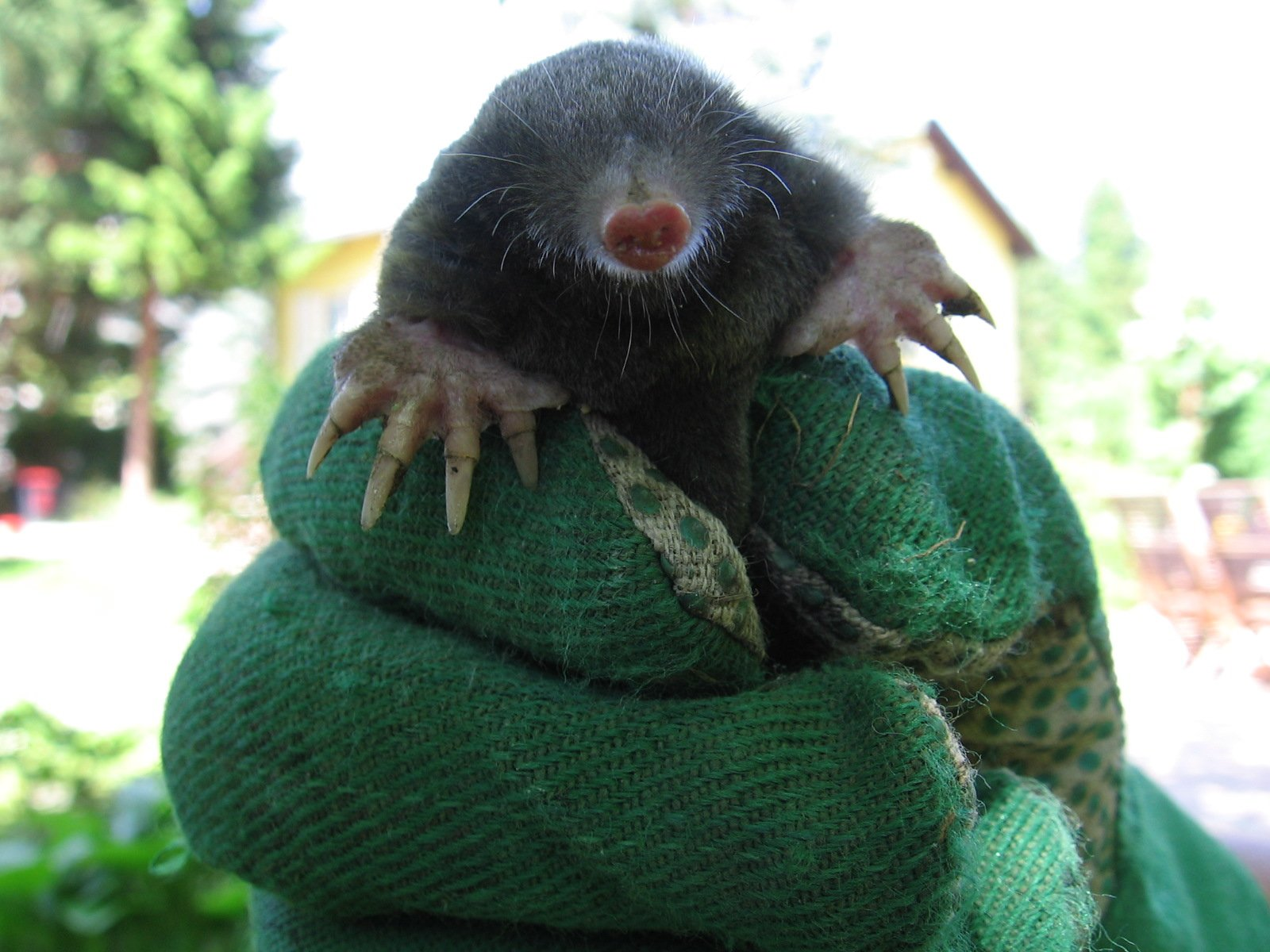
Un talp en custòdia

Un caçador de talps és una persona que atrapa o mata talps en llocs on es consideren una amenaça per als cultius, la gespa o els jardins.

## Història de la caça

### Època romana

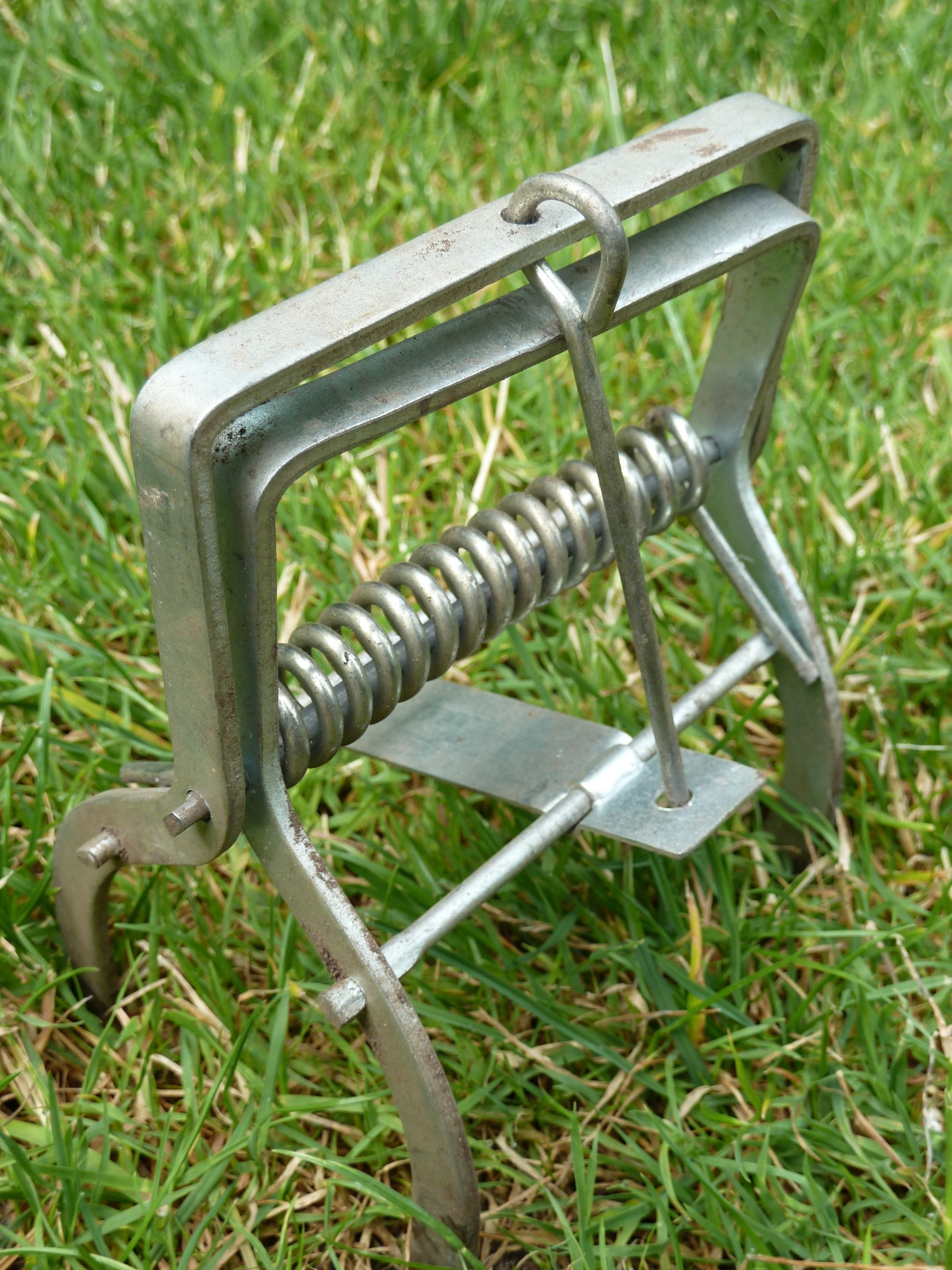
Una trampa per talps

Les excavacions de jaciments romans antics han revelat olles de terra que s'havien posat al terra. Els pots s'omplien d'aigua i actuaven com a trampes per a talps.

### Caça tradicional
Molts caçadors de talps en els inicis preparaven caragols en llaunes, tenint cura d'eliminar l'aroma humana. Amb el pas del temps, les trampes utilitzades per atrapar i matar talps es van fer més avançades i complicades, incorporant fusta reforçada o ferro fosa, finalment, sorgiren amb acer.

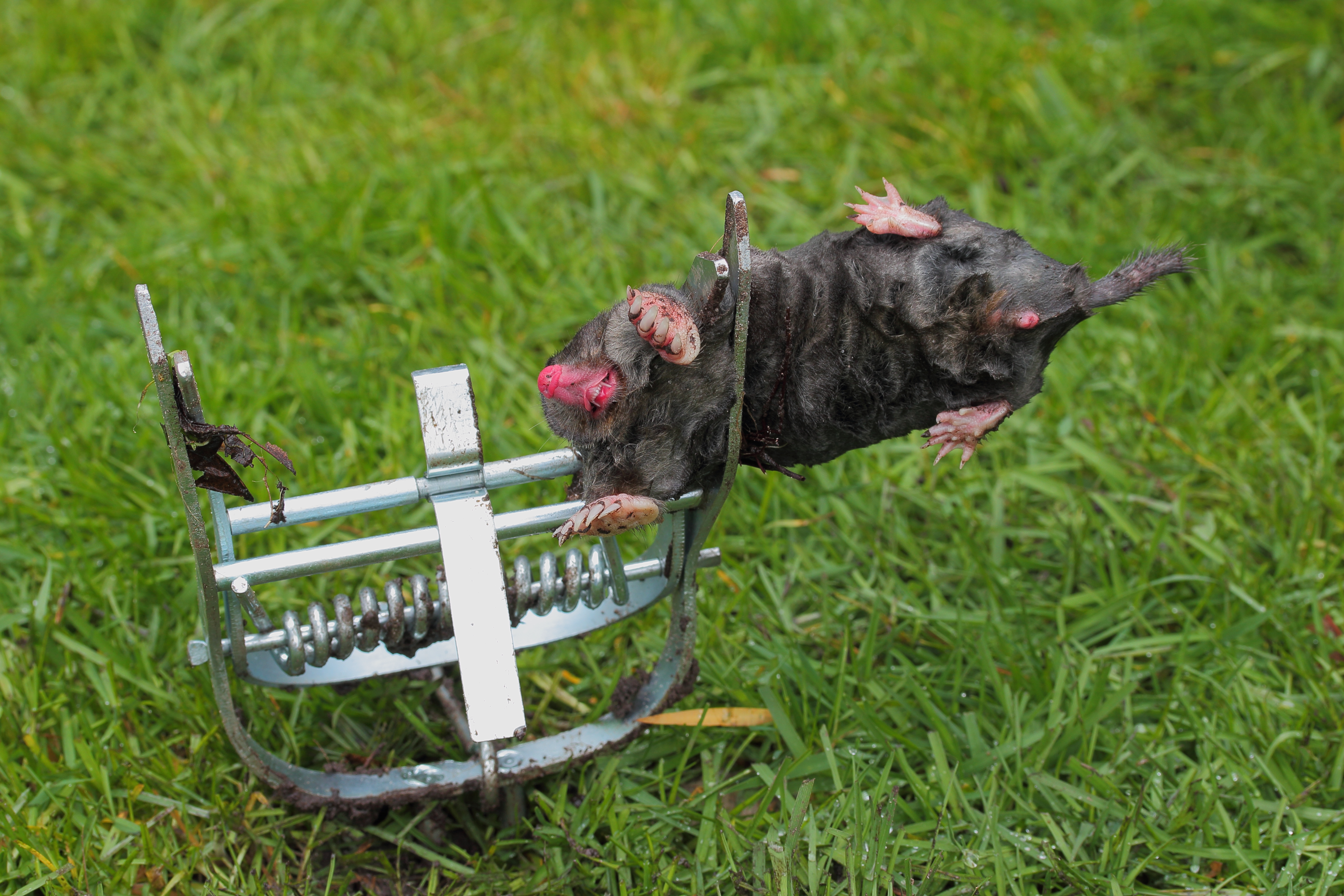
Un talp mort per una trampa en plena primavera

Els caçadors de talps viatjaven de granja en granja. Els clients oferirien menjar i allotjament, així com una tarifa per cada talp capturat. El caçador també podria guanyar diners venent les pells dels talps als distribuïdors de pells.

### Caça moderna
En èpoques més recents, el caçador de talps tradicional ha deixat pas a l'ús del verí. El verí provoca que els talps morissin molt més ràpidament i en major nombre. Durant algun temps, es va utilitzar estricnina per matar talps; la seva compra era més barata que pagar per trampes, però a vegades altres animals que compartien el medi o interactuaven amb talps també acabaven enverinats accidentalment.
Els repel·lents, inclosos els aparells sonors, fulles de grèvol, boles de pols, alls i oli de ricí no han tingut èxit en la prevenció de danys causats per talps.

#### Al Regne Unit
L'estricnina ja no és un mètode de control aprovat al Regne Unit després de la retirada del verí del mercat el 2006. La fumigació amb productes a base de fòsfor d'alumini (noms comercials “Talunex” i “Fitoxina”) continua essent un mètode de control aprovat, però només pot ser realitzada per operatius completament formats.
Des de l'eliminació de la estricnina del mercat britànic, hi ha hagut un renaixement de la caça de talps tradicional al Regne Unit. Els capturadors tradicionals de talps utilitzen trampes i solen cobrar una taxa per "captura", tal com ho feien els seus avantpassats. El preu cobrat reflecteix però el fet que ja no hi ha mercat per a la venda de pells de talp.